# Елизабет Августа София фон Пфалц-Нойбург
Елизабет Августа София фон Пфалц-Нойбург (на немски: Elisabeth Auguste Sofie von der Pfalz-Neuburg; * 17 март 1693; † 30 януари 1728) от фамилията Вителсбахи, е принцеса от Херцогство Пфалц-Нойбург и чрез женитба принцеса на Пфалц-Зулцбах.

## Живот
Тя е единствената дъщеря на курфюрст Карл III Филип фон Пфалц-Нойбург (1661 – 1742) и първата му съпруга Лудвика Каролина Шарлота Радзивил (1667 – 1695). 
Елизабет Августа София се омъжва на 2 май 1717 г. в Инсбрук за принц Йозеф Карл фон Пфалц-Зулцбах (1694 – 1729), син на херцог Евстах фон Пфалц-Зулцбах. Така се свързват двете Вителсбахски линии Пфалц-Нойбург и Пфалц-Зулцбах. Йозеф Карл става през 1721 г. императорски генерал.
Елизабет Августа София умира на 34 години по време на раждане през 1728 г. и е погребана в църквата на Кармелитите в Хайделберг. След прекратяване на манастира нейният ковчег е преместен през 1805 г. в църквата Св. Михаил в Мюнхен. Нейният съпруг Йозеф Карл умира следващата година.

## Деца
- Карл Филип Август (1718 – 1718), наследствен принц на Пфалц-Зулцбах
- Иноценция Мария (*/† 7 май 1719)
- Елизабет Мария Августа (1721 – 1794), омъжена (1742) за курфюрст Карл Теодор фон Пфалц и Бавария (1724 – 1799)
- Мария Анна (1722 – 1790), омъжена (1742) за принц Клеменс Франц де Паула Баварски (1722 – 1770)
- Мария Франциска Доротея (1724 – 1794), омъжена (1746) за принц Фридрих Михаел фон Пфалц-Цвайбрюкен (1724 – 1767)
- Карл Филип Август (1725 – 1728), наследствен принц на Пфалц-Зулцбах
- мъртвороден син (*/† 30 януари 1728)